# かいこう7000
かいこう7000は、海洋研究開発機構（JAMSTEC）が開発・運用した有索式・遠隔操作式の無人潜水機（ROV）。

## 来歴
JAMSTECでは、1990年代に「かいこう」の運用に着手した。同機は世界初の10,000メートル級の無人潜水機として活躍し、数々の成果を挙げたものの、2003年5月29日の潜航調査後に二次ケーブルの断線によってビークル（子機）を喪失し、運用継続は困難となった。
これにより、JAMSTECは「しんかい6500」の運用深度である6,500メートル以深での直接調査能力を失うことになり、代替手段の確保が急務となった。新ビークルの建造には相当の時間を要することから、暫定策が模索された。最終的に、JAMSTECの細径ケーブル式ROVである「UROV7K」をもとに、所定の改造を施してビークルとして使用することとした。これによって開発されたのが「かいこう7000」である。

## かいこう7000
UROV7Kは「かいこう」と同じ有索式ROVではあるが、「かいこう」のケーブルは母船からの送電および制御信号の送信とともに水中部からの情報を母船に伝送する光電力複合ケーブルであったのに対し、UROV7Kのケーブルは制御信号の送信と水中部からの情報伝送にだけ用いられる光ファイバーケーブルであり、電源は内蔵リチウムイオン二次電池から供給されていた。このためケーブルは直径約1ミリと細く（「かいこう」の一次ケーブルは直径45ミリ）、ケーブルドラッグの影響を抑えることができたが、一方で、潜航時間が電池容量に制約されるという問題があった。
このことから、「かいこう7000」システムへの統合にあたり、下記のような改修が加えられた。
電源部
「かいこう」ランチャーを介した母船からの給電への対応。母船から給電されるのは三相交流3,000ボルトであるのに対し、UROV7Kに元々備えられていた機器は直流100ボルト、また本改修で追加搭載された機器は交流240ボルトであったことから、2系統のコンバータが搭載された。
推進力強化
上記のとおり、UROV7Kでは直径1ミリという細径ケーブルが用いられていたため、ほぼ無索ROVのように自由に機動できたが、「かいこう7000」システムではランチャーとの間は直径30ミリの二次ケーブルで接続されることになり、ケーブルドラッグの増加が予想されたことから、推進器の強化が図られた。UROV7Kでは約0.8 kWの電動スラスタ4基で十分であったが、改修にあたって6基が増設されて、計10基とされた。
光通信装置
「かいこう」ではマルチモード光ファイバーを使用していたのに対し、UROV7Kはシングルモード光ファイバーを使用していたことから、マルチモードに対応したシステムに変更するとともに、ランチャー系統のシリアル伝送ラインを用いて追加装備の制御信号を伝送できるよう改修された。
マニピュレータ強化
5自由度のものから6自由度のものに換装された。
安全装置
「かいこう」の事故の教訓から、十分な浮力の確保や錘の緊急切離し装置の二重化、ビークル単体での測位の対応などの改良が施された。
これらの所定の改造を施したうえで「かいこう」ランチャーと統合され、2004年4月から海域試験を開始、7月15日には7,031メートルの海底に到達した。

## かいこう7000-II
上記の通り、「かいこう7000」は2004年より運用を開始したものの、暫定措置であったために、マニピュレータの性能やペイロードなどの制約が大きかった。このため、2006年4月より、マニピュレータの増設や推進力の強化などの改良を施した「かいこう7000-II」が建造・配備されている。